# Croisette Isolated Grave
Croisette Isolated Grave is een begraafplaats gelegen in de Franse plaats Croisette (Pas-de-Calais). De militaire graven worden onderhouden door de Commonwealth War Graves Commission.
De begraafplaats telt 1 geïdentificeerd Gemenebest graf uit de Tweede Wereldoorlog.